# Phyodexia
Phyodexia is een kevergeslacht uit de familie van de boktorren (Cerambycidae). De wetenschappelijke naam van het geslacht werd voor het eerst geldig gepubliceerd in 1871 door Pascoe.

## Soorten
Phyodexia omvat de volgende soorten:
- Phyodexia atronitida Hayashi, 1979
- Phyodexia carinata Pic, 1902
- Phyodexia concinna Pascoe, 1871
- Phyodexia luteonotata Pic, 1927